# Anopheles introlatus
Anopheles introlatus este o specie de țânțari din genul Anopheles, descrisă de Donald Henry Colless în anul 1957. Conform Catalogue of Life specia Anopheles introlatus nu are subspecii cunoscute.